# Talyschstan

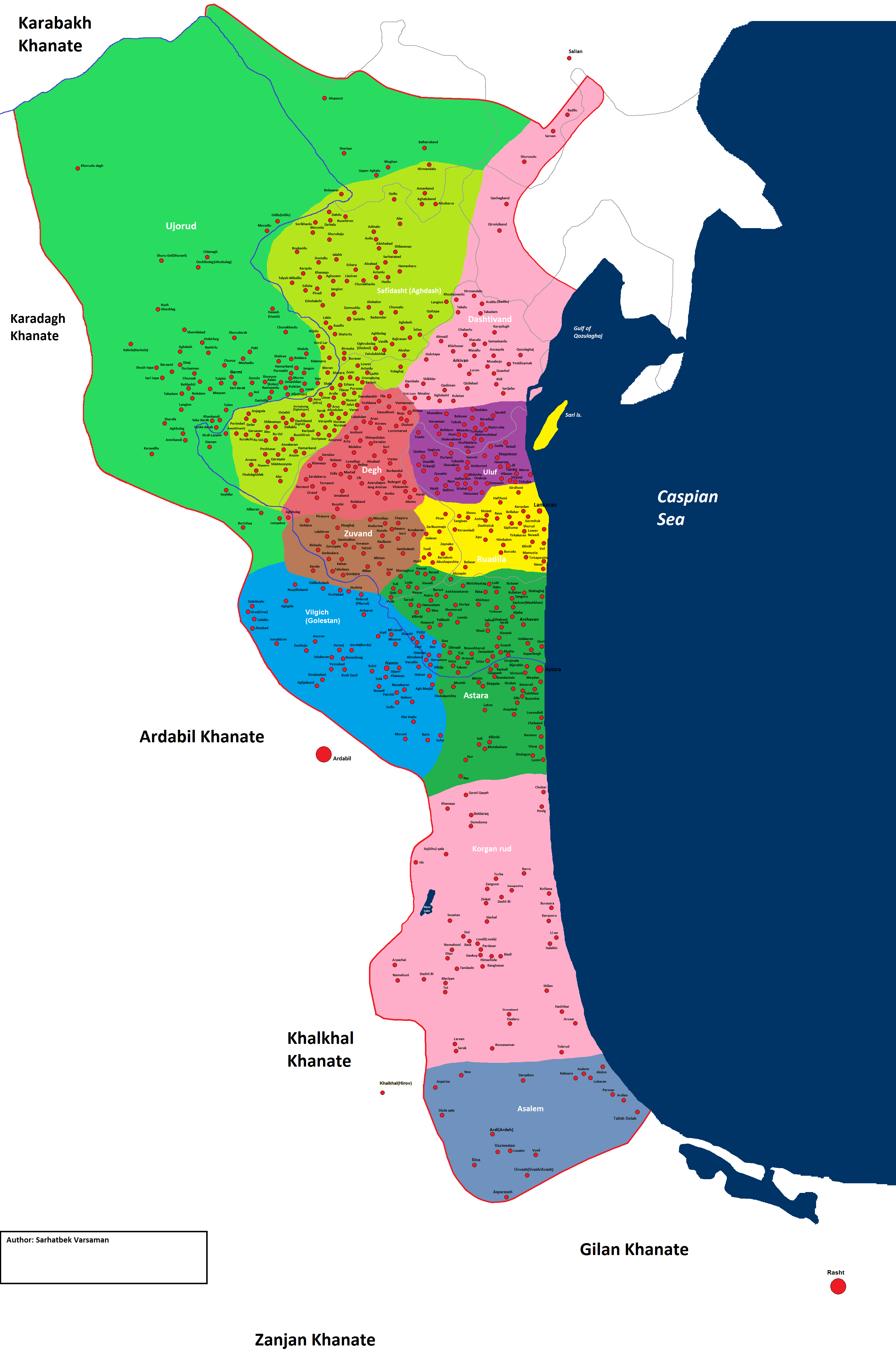
Das Talysch-Khanat in der 2. Hälfte des 18. Jahrhunderts

Talyschstan oder Talischstan (auch Talisch, tal. Tolışıston) ist ein historischer und heutzutage genutzter Begriff, der „das Land der Talyschen“ bezeichnet.
Die Bezeichnung wird auch verwendet, um eine Verwechslung mit dem Volk der Talyschen zu vermeiden. Im Norden grenzt es an die Mugansteppe in Aserbaidschan und erstreckt sich in einem schmalen Streifen entlang der Südküste des Kaspischen Meeres bis zur Siedlung Kopulchal in der Nähe des Hafens von Anzali im Iran.
Im 18. Jahrhundert bestand hier das Khanat Talysch. In dem Gebiet wurde 1993 die Autonome Talysch-Mugan-Republik ausgerufen. Der Begriff Talyschstan wurde historisch von einer Reihe mittelalterlicher Autoren in Bezug auf die Region Gilan verwendet. Der mittelalterliche Kartograf Mohammed Saleh Isfahani verwendete den Begriff „Talyschstan“ bereits 1609 in Bezug auf Gilan. Das von Talyschen bewohnte Talyschstan in der Region um Lahidschan (Gilan-Biye-pis) wird von Abd-Al-Fattah Fumeni in seiner Arbeit „Die Geschichte von Gilan“ verwendet.